# While True: learn()
While True: learn()  ist ein Puzzlespiel des russischen Entwicklerstudios Luden.io, das auf spielerische Weise Konzepte des maschinellen Lernens und der Computerlogik vermittelt. Ziel des Spiels ist es, durch verschiedene Programmier- und Sortieraufgaben eine Software zu entwickeln, die die Sprache einer Katze übersetzen kann, welche offenbar eine bemerkenswerte Programmierbegabung besitzt. Das Spiel kombiniert Rätsel mit einer humorvollen Rahmenhandlung und vermittelt dabei Grundprinzipien der künstlichen Intelligenz (KI).

## Veröffentlichung und Plattformen
Das Spiel wurde am 21. Dezember 2018 für Microsoft Windows, macOS und Linux veröffentlicht. Später folgte die Veröffentlichung auf weiteren Plattformen: While True: learn() wurde auch für mobile Geräte mit iOS und Android sowie für die Nintendo Switch adaptiert. Diese breite Verfügbarkeit ermöglicht es, das Spiel auf unterschiedlichen Geräten und Betriebssystemen zu erleben.

## Spielprinzip und Aufbau
Obwohl es keine klassische Lernsoftware ist, behandelt While True: learn() Themen wie Entscheidungsbäume, Klassifizierung und neuronale Netze. Der Spieler übernimmt die Rolle eines Entwicklers, der mithilfe von KI-Knotenpunkten (sogenannten Nodes) Werte sortiert und organisiert. Jede Aufgabe besteht darin, Eingangswerte, dargestellt durch geometrische Formen und Farben, über verschiedene Knotenpunkte so zu verarbeiten, dass die Ausgänge den gewünschten Ergebnisstapeln entsprechen (z. B. rote Dreiecke in einem Stapel, blaue Quadrate in einem anderen).
Jeder Knoten teilt die Eingangswerte in zwei oder mehr Datenströme auf, je nach konfigurierten Regeln. Diese Knoten trennen die Werte jedoch oft nicht exakt, sodass der Spieler das System durch zusätzliche Schritte anpassen muss, um eine ausreichende Genauigkeit zu erreichen. Die Herausforderungen werden durch diese Mechanik zunehmend komplexer und fordern ein strategisches Umdenken, das an Logikspiele wie Sudoku erinnert. Einige Aufgaben erfordern sogar, dass der Spieler der KI bestimmte Routinen durch manuelles „Vorspielen“ beibringt.

## Spielmechanik und Einschränkungen
In jeder Aufgabe stehen dem Spieler nur bestimmte Knotenarten zur Verfügung, was die Lösungsansätze einschränkt und kreative Freiheiten limitiert. Gelöste Sortieraufgaben werden als eigenständige Knoten abgespeichert, wodurch eine bessere Übersicht möglich ist, doch die freien Möglichkeiten bleiben dadurch begrenzt. Für viele Spieler erfordert das Planen und Anpassen komplexer Ereignisketten erhebliche Konzentration und eine gute Vorstellungskraft, da es gilt, den Ablauf durch mehrere Knotenpunkte und Datenströme vorausschauend zu koordinieren.

## Design und Steuerung
Die Steuerung ist für Touch-Geräte optimiert: Knotenpunkte werden einfach per Drag-and-Drop auf das Spielfeld gezogen, während Parameter in Dropdown-Menüs angepasst werden. Gelegentlich ist die Steuerung etwas klein und ungenau, aber insgesamt ist sie gut umgesetzt und ermöglicht das einfache Rückgängigmachen oder Kopieren von Knotensystemen.
Das grafische Design von While True: learn() ist funktional, aber simpel gehalten. Trotz des minimalistischen Stils bleibt das Spiel durch humorvolle Details, wie fiktive Jobangebote und optionale Dekorationen für das virtuelle Arbeitszimmer, ansprechend. Spieler können neue Hardware und dekorative Objekte erwerben, um den Arbeitsbereich des Entwicklers zu personalisieren. Das Einkommen für diese Upgrades wird durch gelöste Aufgaben generiert; je effizienter die Lösungen, desto höher die Belohnungen.

## Motivation und Lerneffekt
While True: learn() schafft es, auf angenehme Weise komplexe Themen der künstlichen Intelligenz und Datenverarbeitung zugänglich zu machen. Die Aufgaben regen zum Experimentieren an und sind so aufgebaut, dass auch Anfänger ein intuitives Verständnis für maschinelles Lernen und Algorithmus-Design entwickeln können. Das Spiel enthält Links zu externen Informationsquellen, die es den Spielern ermöglichen, tiefer in die Materie einzutauchen. Laut Entwicklerangaben wird das Spiel an Universitäten in Großbritannien, den USA, Deutschland und Russland im Lehrbetrieb genutzt.